# 雷切
雷切（らいきり）は、雷または雷神を斬ったと伝えられる日本刀。複数ある。

## 立花道雪（戸次鑑連）の雷切
はじめこの刀は、柄に鳥の飾りがあったことから「千鳥」と呼ばれた。
『大友興廃記』によると、戸次鑑連（後の立花道雪）は若い頃（35歳）に半身不随になったとされる。時期に関してはおよそ天文17年（1548年）6月5日、鑑連が故郷の藤北で炎天下の日、大木の下で涼んで昼寝をしていたが、その時に急な夕立で雷が落ちかかった。枕元に立てかけていた刀千鳥でその雷の中にいた（雷神）を切ったとされる。実際に切ったかどうかははっきりしていないが、これより以降、鑑連（道雪）の左足は不具になるとも、勇力に勝っていたので、常の者・達者な人より優れて、馬を乗って敵陣に突撃する事もある。人々は道雪が雷もしくは雷神を斬ったなどと噂したという。道雪は千鳥の名を改め雷切丸とし､常に傍らに置いたといわれている。
この雷切は道雪の死後、彼の養子・立花宗茂の所有物として、刀に「立花飛驒守所持」と刻まれ、金が象嵌される。
立花家史料館にはもとは刀身が長く、太刀であったものを磨りあげて、脇差に直してある雷切丸が所蔵されており、実見してみると、切っ先から小鎬にかけて、それに峰の部分に変色した痕跡が見られる。。
なお、元の名は「千鳥」だが、徳大寺家に伝わっていたとされる同名の刀とは無関係である。

## 竹俣兼光
長船兼光作の刀。雷神を2度も切った刀とされ「雷切」とも呼ばれた。竹俣慶綱が上杉謙信（当時は長尾景虎）に献上した後には、謙信がこの刀で一両筒の火縄銃の銃身を切断したことから「一両筒」とも呼ばれた。